# The Best of Acoustic Jethro Tull
The Best of Acoustic es un álbum recopilatorio de grandes éxitos y versiones distintas a temas originales lanzado en 2007 de la banda de rock progresivo Jethro Tull. Incluye algunos de los mayores éxitos acústicos de la banda desde 1969 hasta 2007.

## Lista de temas
| #   | Título                                                             | Autor                           | Interpretaciones | Tiempo |
| --- | ------------------------------------------------------------------ | ------------------------------- | ---------------- | ------ |
| 1.  | "Fat Man"                                                          | (Ian Anderson)                  |                  | 2:51   |
| 2.  | "Life Is a Long Song"                                              | (Ian Anderson)                  |                  | 3:18   |
| 3.  | "Cheap Day Return"                                                 | (Ian Anderson)                  |                  | 1:22   |
| 4.  | "Mother Goose"                                                     | (Ian Anderson)                  |                  | 3:53   |
| 5.  | "Wond'ring Aloud"                                                  | (Ian Anderson)                  |                  | 1:55   |
| 6.  | "Thick as a Brick" (Intro) (Edit. n.º 1)                           | (Ian Anderson / Gerald Bostock) |                  | 3:03   |
| 7.  | "Skating Away on the Thin Ice of the New Day"                      | (Ian Anderson)                  |                  | 4:11   |
| 8.  | "Cold Wind to Valhalla" (Intro)                                    | (Ian Anderson)                  |                  | 1:29   |
| 9.  | "One White Duck / 010 = Nothing At All"                            | (Ian Anderson)                  |                  | 4:38   |
| 10. | "Salamander"                                                       | (Ian Anderson)                  |                  | 2:51   |
| 11. | "Jack In The Green"                                                | (Ian Anderson)                  |                  | 2:29   |
| 12. | "Velvet Green"                                                     | (Ian Anderson)                  |                  | 6:03   |
| 13. | "Dun Ringill"                                                      | (Ian Anderson)                  |                  | 2:41   |
| 14. | "Jack Frost and the Hooded Crow" (de 20 Years of Jethro Tull 1988) | (Ian Anderson)                  |                  | 3:23   |
| 15. | "Under Wraps 2"                                                    | (Ian Anderson)                  |                  | 2:14   |
| 16. | "Jack-A-Lynn" (de 25th Anniversary Box Set 1993)                   | (Ian Anderson)                  |                  | 4:56   |
| 17. | "Someday the Sun Won't Shine"                                      | (Ian Anderson)                  |                  | 2:01   |
| 18. | "Broadford Bazaar"                                                 | (Ian Anderson)                  |                  | 3:39   |
| 19. | "The Water Carrier"                                                | (Ian Anderson)                  |                  | 2:56   |
| 20. | "Rupi's Dance"                                                     | (Ian Anderson)                  |                  | 3:01   |
| 21. | "Christmas Song" (de The Jethro Tull Christmas Album 2003)         | (Ian Anderson)                  |                  | 2:41   |
| 22. | "Weathercock" (de The Jethro Tull Christmas Album 2003)            | (Ian Anderson)                  |                  | 4:20   |
| 23. | "One Brown Mouse" BONUS TRACK INEDITO                              | (Ian Anderson)                  |                  | 3:41   |
| 24. | "Pastime with Good Company" (en vivo) BONUS TRACK INEDITO          | (Tradicional)                   |                  | 4:13   |